# Кордова (станция метро)
«Кордова» (исп. Córdoba) — станция Линии H метрополитена Буэнос-Айреса. Станция расположена на пересечении проспектов Авенида Кордова и Авенида Пуэйрредон между станциями «Санта-Фе» и «Корриентес». Станция расположена в районах Бальванера и Реколета.
Станция подземного типа с 2 боковыми платформами, двусторонняя. Верхняя часть станции, соединяет платформы с выходом на улицу. Станция имеет лестницы и эскалаторы, шесть лифтов; туалеты для инвалидов и общественный Wi-Fi.

## История
Её строительство началось 17 января 2012 года и станция была открыта 18 декабря 2015 года.

## Достопримечательности
Они находятся в непосредственной близости от станции:
- Университет Буэнос-Айреса
  - Факультет экономики Университета Буэнос-Айреса
  - Факультет фармацевтики и биохимии Университета Буэнос-Айреса
  - Факультет медицины Университета Буэнос-Айреса
  - Факультет стоматологии Университета Буэнос-Айреса
- Госпиталь Хосе де Сан-Мартин
- Площадь Мигеля де Андреа
- Колледж Nº 15 Майская революция
- Колледж Nº 6 Мануэль Бельграно
- Общая начальная школа Коммуны Nº 23 Bernardino Rivadavia
- Образовательный центр de Nivel Secundario N° 24
- Национальный университет искусства (UNA)

## Галерея

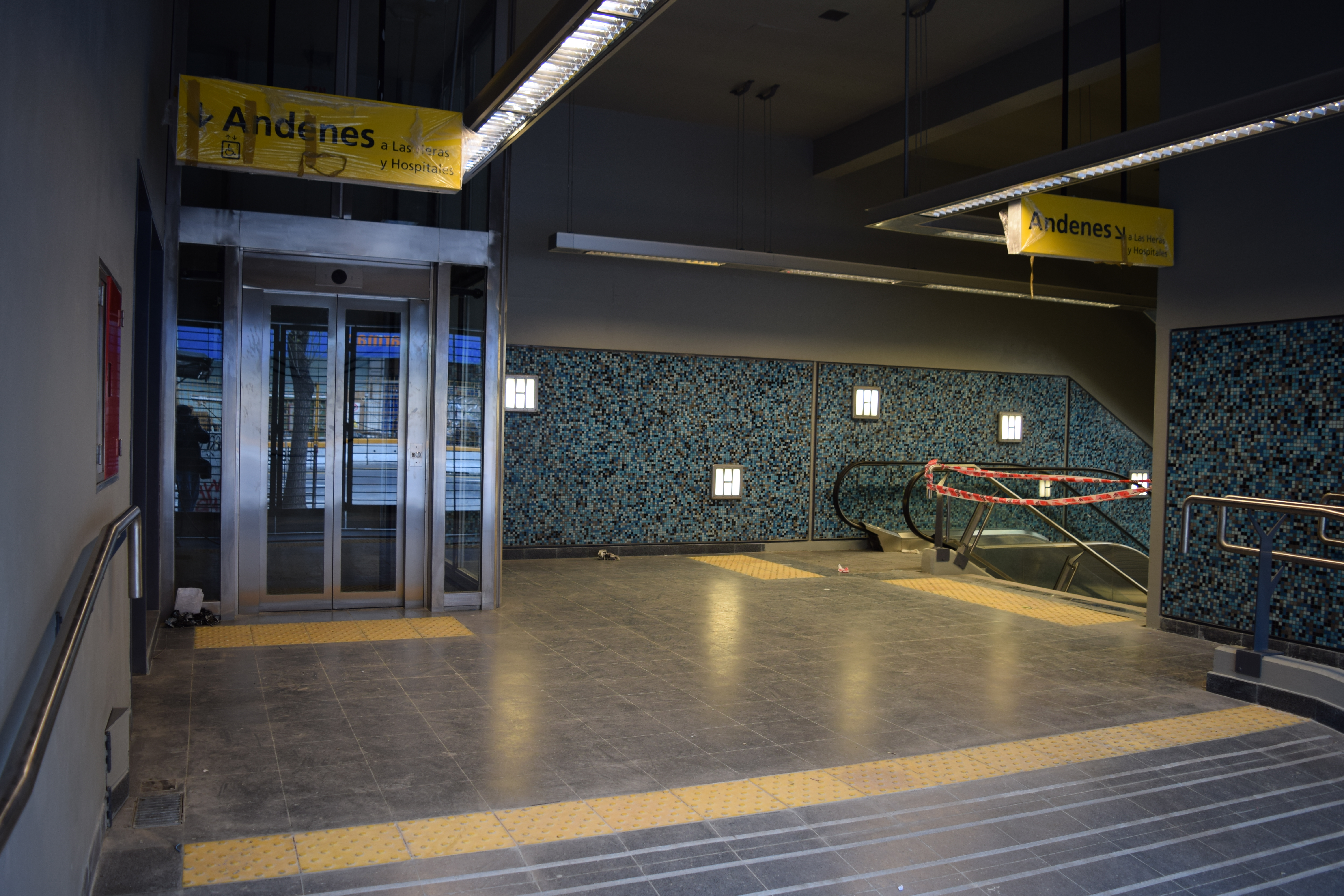
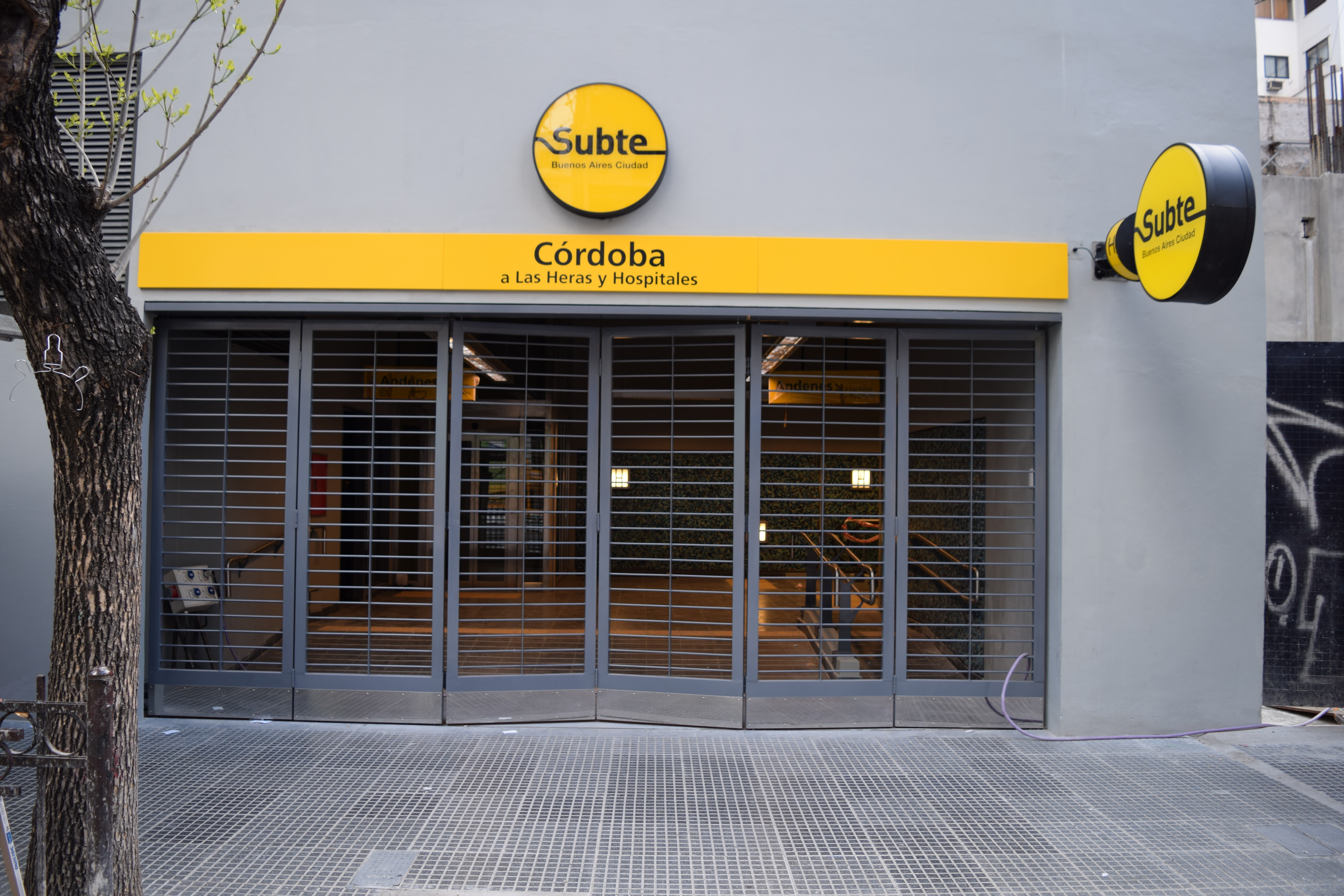